# Rodney Blaze
Rodney Blaze (ur. 14 czerwca 1973 w Rotterdamie) – holenderski muzyk rockowy i metalowy. Swoją karierę muzyczną rozpoczął w 1995 roku, lecz na poważnie zaczął działać w tej branży cztery lata później.

## Dyskografia
- 1995 – Wonderland (Fatal Attraction)
- 1997 – Back to the Future (album solowy)
- 1998 – Pink Bagger (album solowy)
- 1999 – Powder to the People (Block Busters)
- 2002 – Behind Doors (album solowy)
- 2005 – The Final Experiment (Ayreon)
- 2008 – Timeline (Ayreon)
- 2008 – Burn it Away (Xenobia)
- 2010 – Victims of the Modern Age (Star One)
- 2019 – JtR1888 (Magoria)
- 2024 – Hollingsworth Mansion (Magoria)